# Jeff Richmond
Jeffrey "Jeff" W. Richmond (7 de Janeiro de 1960) é um compositor, ator e produtor de televisão americano. Richmond atualmente produz e compõe a música para 30 Rock, uma sitcom criada e estrelada por sua esposa, Tina Fey.

## Vida pessoal
Jeff Richmond é casado com Tina Fey, criadora e membro do elenco de 30 Rock. Eles se conheceram antes de seus empregos no SNL e namoraram por sete anos antes de se casarem em uma cerimónia Ortodoxa Grega em 3 de Junho de 2001. Juntos, eles têm uma filha, Alice Zenobia Richmond, que nasceu em 10 de Setembro de 2005. Em 6 de Abril de 2011, o casal anunciou que Fey estava grávida de seu segundo filho. 